# Тауэри, Блэки
Уильям Карлайл «Блэки» Тауэри (англ. William Carlisle "Blackie" Towery; 20 июня 1920, Шади-Гроув, штат Кентукки, США — 25 ноября 2012, Мэрион, штат Кентукки, США) — американский профессиональный баскетболист. Чемпион НБЛ в сезоне 1943/1944 годов.

## Ранние годы
Блэки Тауэри родился 20 июня 1920 года на невключённой территории Шади-Гроув (штат Кентукки), учился там же в одноимённой школе, в которой играл за местную баскетбольную команду.

## Студенческая карьера
В 1941 году окончил Университет Западного Кентукки, где в течение трёх лет играл за баскетбольную команду «Вестерн Кентукки Хиллтопперс», в которой провёл успешную карьеру под руководством тренера, члена Зала славы баскетбола, Эдгара Диддла, набрав в итоге 1010 очков (в среднем 10,6, 13,8 и 17,1 за игру по сезонам соответственно) и став первым игроком команды, преодолевшим рубеж в 1000 очков за карьеру. При Тауэри «Хиллтопперс» ни разу не выигрывали регулярный чемпионат конференции Independent, но при этом два раза выигрывали турнир конференции (1939—1940), а также один раз выходили в плей-офф студенческого чемпионата США (1940), но дальше первого раунда не прошли.
На протяжении всей своей студенческой карьеры Блэки Тауэри был лидером «Хиллтопперс», после завершения которой, в 1993 году, был введён в спортивный зал славы университета Западного Кентукки, но, будучи в последние два сезона в числе соискателей награды, он так ни разу и не включался во всеамериканскую сборную NCAA. Свитер с номером 42, под которым Карлайл выступал за «Вестерн Кентукки Хиллтопперс», был изъят из обращения и вывешен под сводами «Диддл-арены», баскетбольной площадки, на которой «Хиллтопперс» проводят свои домашние матчи, став шестым членом команды, удостоенным такой почести.

## Профессиональная карьера
Играл на позиции тяжёлого форварда и центрового. В 1941 году Блэки Тауэри заключил договор с командой «Форт-Уэйн Золлнер Пистонс», выступавшей в Национальной баскетбольной лиге (НБЛ) и Баскетбольной ассоциации Америки (БАА). Позже выступал за команды «Индианаполис Джетс» (БАА), «Балтимор Буллетс» (НБА), «Канзас-Сити Хай-Спортс» (НПБЛ), «Гранд-Рапидс Хорнетс» (НПБЛ) и «Эвансвилл Агоганс» (НПБЛ). Всего в НБЛ провёл 6 неполных сезонов, а в БАА, НБА и НПБЛ — по одному сезону. В сезоне 1943/1944 годов Тауэри, будучи одноклубником Бобби Макдермотта, Джерри Буша, Бадди Дженнетта, Чика Райзера, Пола Бёрча и Джейка Пелкингтона выиграл чемпионский титул в составе «Форт-Уэйн Золлнер Пистонс». В следующем сезоне Карлайл провёл за «Пистонс» всего одну игру, после чего в течение двух лет служил в армии, поэтому не сумел повторить свой прошлогодний успех. Всего за карьеру в НБЛ Блэки сыграл 170 игр, в которых набрал 1119 очков (в среднем 6,6 за игру). 19 декабря 1948 года Тауэри вместе с Ральфом Хэмилтоном и Уолтом Кёрком был обменян в клуб «Индианаполис Джетс» на Брюса Хейла и Джона Мэнкена. Всего за карьеру в БАА/НБА Карлайл сыграл 128 игр, в которых набрал 1198 очков (в среднем 9,4 за игру) и сделал 313 передач. Помимо этого Блэки Тауэри в составе «Золлнер Пистонс» пять раз участвовал во Всемирном профессиональном баскетбольном турнире, став его победителем в 1944 году и бронзовым призёром в 1943 и 1947 годах.

## Семья и смерть
В конце Второй мировой войны Тауэри пришлось на два года прервать свою спортивную карьеру (1944—1946), во время которой Карлайл служил пехотинцем на полях Западной Европы, где получил Бронзовую Звезду за доблесть, проявленную в битве. Блэки Тауэри скончался в воскресенье, 25 ноября 2012 года, на 93-м году жизни в городе Мэрион (штат Кентукки). У него остались дочь Нэнси и три сына (Билл, Кларк и Роб), а также брат Шелли, 11 внуков и 5 правнуков.

## Статистика

### Статистика в НБА
| Сезон                                                                                    | Команда            | Регулярный сезон | Регулярный сезон | Регулярный сезон | Регулярный сезон | Регулярный сезон | Регулярный сезон | Регулярный сезон | Регулярный сезон | Регулярный сезон | Регулярный сезон | Регулярный сезон | Серия плей-офф | Серия плей-офф | Серия плей-офф | Серия плей-офф | Серия плей-офф | Серия плей-офф | Серия плей-офф | Серия плей-офф | Серия плей-офф | Серия плей-офф | Серия плей-офф |
| Сезон                                                                                    | Команда            | GP               | GS               | MPG              | FG%              | 3P%              | FT%              | RPG              | APG              | SPG              | BPG              | PPG              | GP             | GS             | MPG            | FG%            | 3P%            | FT%            | RPG            | APG            | SPG            | BPG            | PPG            |
| ---------------------------------------------------------------------------------------- | ------------------ | ---------------- | ---------------- | ---------------- | ---------------- | ---------------- | ---------------- | ---------------- | ---------------- | ---------------- | ---------------- | ---------------- | -------------- | -------------- | -------------- | -------------- | -------------- | -------------- | -------------- | -------------- | -------------- | -------------- | -------------- |
| 1948/49                                                                                  | Форт-Уэйн          | 22               |                  |                  | 25,9             |                  | 71,2             | 0,0              | 1,6              |                  |                  | 7,5              | Не участвовал  | Не участвовал  | Не участвовал  | Не участвовал  | Не участвовал  | Не участвовал  | Не участвовал  | Не участвовал  | Не участвовал  | Не участвовал  | Не участвовал  |
| 1948/49                                                                                  | Индианаполис Джетс | 38               |                  |                  | 26,5             |                  | 75,3             | 0,0              | 3,6              |                  |                  | 11,5             | Не участвовал  | Не участвовал  | Не участвовал  | Не участвовал  | Не участвовал  | Не участвовал  | Не участвовал  | Не участвовал  | Не участвовал  | Не участвовал  | Не участвовал  |
| 1949/50                                                                                  | Балтимор           | 68               |                  |                  | 32,7             |                  | 75,7             | 0,0              | 2,1              |                  |                  | 8,8              | Не участвовал  | Не участвовал  | Не участвовал  | Не участвовал  | Не участвовал  | Не участвовал  | Не участвовал  | Не участвовал  | Не участвовал  | Не участвовал  | Не участвовал  |
|                                                                                          | Всего              | 128              |                  |                  | 29,3             |                  | 74,8             | 0,0              | 2,4              |                  |                  | 9,4              | Не участвовал  | Не участвовал  | Не участвовал  | Не участвовал  | Не участвовал  | Не участвовал  | Не участвовал  | Не участвовал  | Не участвовал  | Не участвовал  | Не участвовал  |
| Наведите курсор мыши на аббревиатуры в заголовке таблицы, чтобы прочесть их расшифровку. |                    |                  |                  |                  |                  |                  |                  |                  |                  |                  |                  |                  |                |                |                |                |                |                |                |                |                |                |                |